# Jurij Sokołow
Jurij Pietrowicz Sokołow (ros. Юрий Петрович Соколов) (ur. 11 maja 1929 w Iwanowie, zm. 3 marca 2016 w Moskwie) – radziecki pięściarz. Reprezentant kraju podczas igrzysk olimpijskich w 1952 w Helsinkach. 
Na igrzyskach w Helsinkach wystąpił w turnieju wagi piórkowej. W pierwszej rundzie przegrał Josephem Ventają reprezentującym Francję.